# Leucorrhinia proxima
Leucorrhinia proxima är en trollsländeart som först beskrevs av Philip Powell Calvert 1890.  Leucorrhinia proxima ingår i släktet kärrtrollsländor, och familjen segeltrollsländor. Inga underarter finns listade i Catalogue of Life.

## Bildgalleri

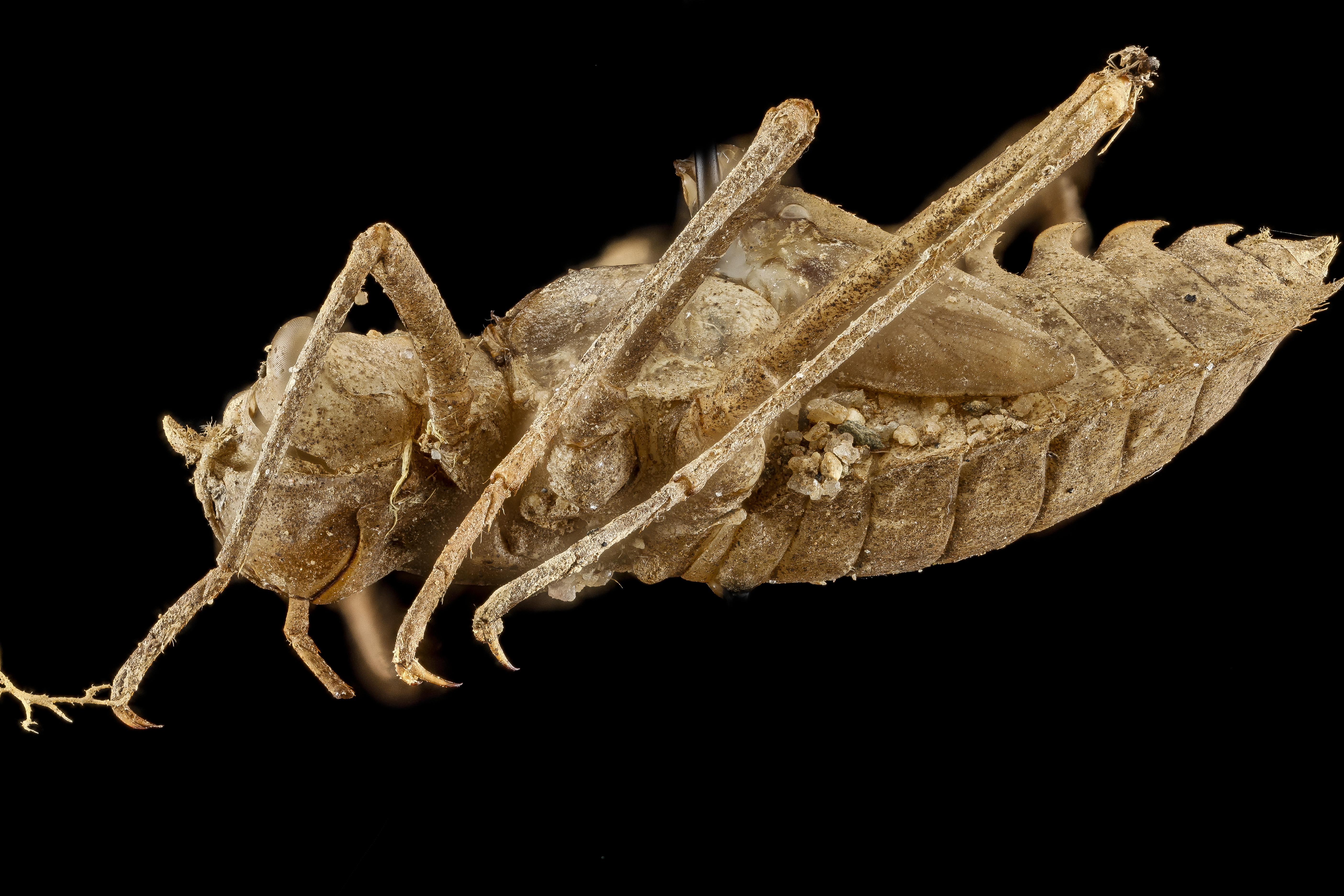